# Words from the Front
Words from the Front je třetí sólové studiové album amerického hudebníka Toma Verlaina. Vydalo jej v červnu roku 1982 hudební vydavatelství Warner Bros. Records a jeho producentem byl Verlaine. Podíleli se na něm například bubeník Jay Dee Daugherty ze skupiny Patti Smith Group, baskytarista Fred Smith, který s Verlainem hrál také ve skupině Television, nebo také kytarista Jimmy Rip, který se později rovněž stal členem kapely Television.

## Seznam skladeb
Autorem všech skladeb je Tom Verlaine.
| Pořadí | Název                  | Délka |
| ------ | ---------------------- | ----- |
| 1.     | Present Arrived        | 5:17  |
| 2.     | Postcard from Waterloo | 3:32  |
| 3.     | True Story             | 5:25  |
| 4.     | Clear It Away          | 4:11  |
| 5.     | Words from the Front   | 6:42  |
| 6.     | Coming Apart           | 2:59  |
| 7.     | Days on the Mountain   | 8:55  |

## Obsazení
- Tom Verlaine – zpěv, kytara
- Thommy Price – bicí
- Jimmy Rip – kytara
- Joe Vasta – baskytara
- Fred Smith – baskytara
- Jay Dee Daugherty – bicí
- Allan Schwartzberg – bicí
- Lene Lovich – saxofon, zpěv